# New Kid on the Block
«New Kid on the Block» — восьмой эпизод четвёртого сезона «Симпсонов». Премьерный показ — 12 ноября 1992 года.

## Сюжет
В Спрингфилд переезжает семья Пауэрсов — разведённая Рут и её 15-летняя дочь Лора. Барт Симпсон влюбляется в Лору, которая видит в нём только друга. Гомер и Мардж отправляются в рыбный ресторан «Копчёный голландец», чья реклама гласит: «Ешьте сколько влезет». Но из-за обжорства Гомера его и Мардж выгоняют из ресторана. Гомер подаёт на ресторан в суд и выигрывает.
Тем временем Лора начинает встречаться с Джимбо Джонсом, и Барт готов на всё, чтобы помешать развитию их романа. Для этого в один вечер, когда Лора и Джимбо были вместе, Барт звонит в таверну Мо. Поняв, что над ним опять пошутили, он просит вызвать человека с вымышленным именем. Мо начинает угрожать жизни звонящему, как только он сможет его найти. Тогда Барт говорит, что это звонит Джимбо Джонс, и называет свой домашний адрес.
После этого Мо берёт ржавый кухонный нож, предупреждает Барни, чтобы последний не пил пиво из его стойки в его отсутствие, и бежит по указанному адресу. Ворвавшись в дом Симпсонов, Мо интересуется, кто из них Джимбо Джонс. Настоящий Джимбо поднимается, и Мо наставляет на него нож, отчего Джимбо начинает плакать навзрыд и просит не убивать его. Лора, увидев такую трусость в Джимбо, прекращает с ним отношения и благодарит Барта за то, что она избавилась от такого трусливого мальчишки. Но встречаться с Бартом она не будет, так как он младше её.

## Первое появление
- Капитан МакКалистер